# Cap de l'Estat Major de l'Aire (Regne Unit)
El Cap de l'Estat Major de l'Aire (anglès: Chief of the Air Staff, CAS) és el cap professional de la Royal Air Force i un membre tant del Comitè de Caps d'Estat Major com del Gabinet de la Força Aèria.

## Història
El càrrec va ser establert amb la formació de la RAF el 1918, i el seu primer ocupant, el Mariscal de la Reial Força Aèria Sir Hugh Trenchard, va ser clau en l'establiment de la RAF com un servei separat. Després del retir de Lord Trenchard el 1929, els seus successors van haver de lluitar pel manteniment de la RAF con un servei separat de la Royal Navy i de l'Exèrcit, però els fonaments de Trenchard es demostraren sòlids.
A l'esclat de la Segona Guerra Mundial el 1939, el llavors ocupant del càrrec, Mariscal en Cap de l'Aire Sir Cyril Newall, tenia un servei que havia quedat endarrerit de les ràpides expansions dels programes de rearmament britànics de finals dels 30. Newall donà pas el 1940 al Mariscal en Cap de l'Aire Sir Charles Portal, que encapçalà el servei durant la resta de la guerra. Portal va ser un defensor a ultrança de la RAF, així com un administrador i estrateg extremadament hàbil.
Durant la postguerra, la RAF va reorientar-se els papers duals de defendre l'Imperi Britànic que s'estava desmembrant, i la possibilitat d'haver de lluitar contra la Unió Soviètica en una guerra entre el Pacte de Varsòvia contra l'OTAN sobre Alemanya i la Gran Bretanya. Els Caps de l'Estat Major de l'Aire d'aquells moments han haver a més de lluitar una batalla constant per mantenir viva la indústria aeronàutica britànica.

## Caps de l'Estat Major de l'Aire

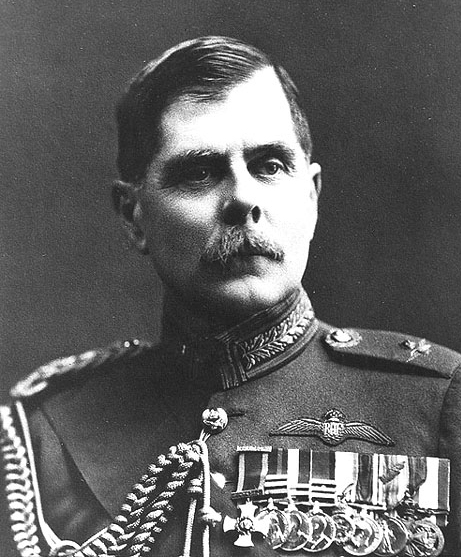
Sir Hugh Trenchard, el primer i més longeu Cap de l'Estat Major de l'Aire

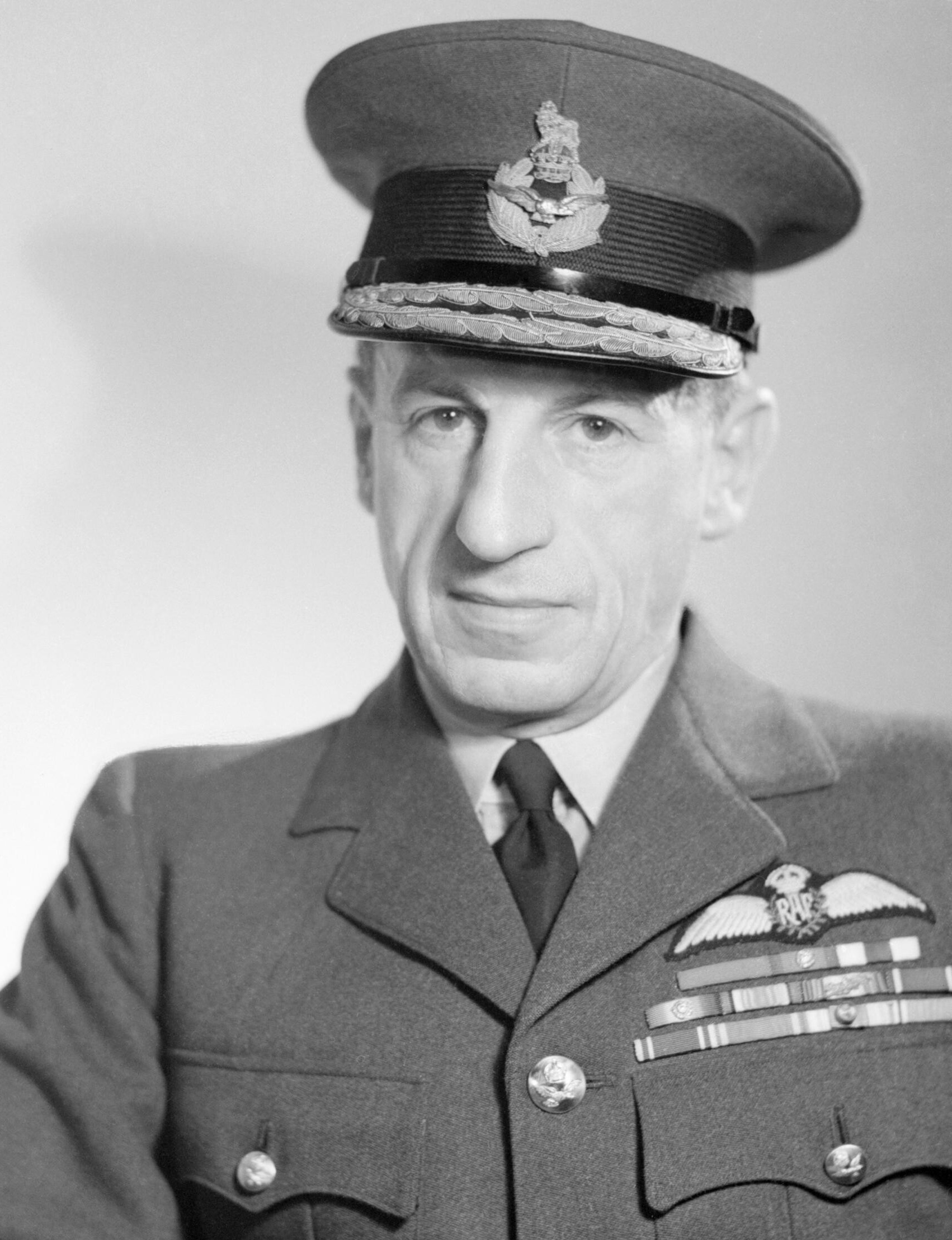
Sir Charles Portal, el Cap de l'Estat Major de l'Aire durant la Segona Guerra Mundial

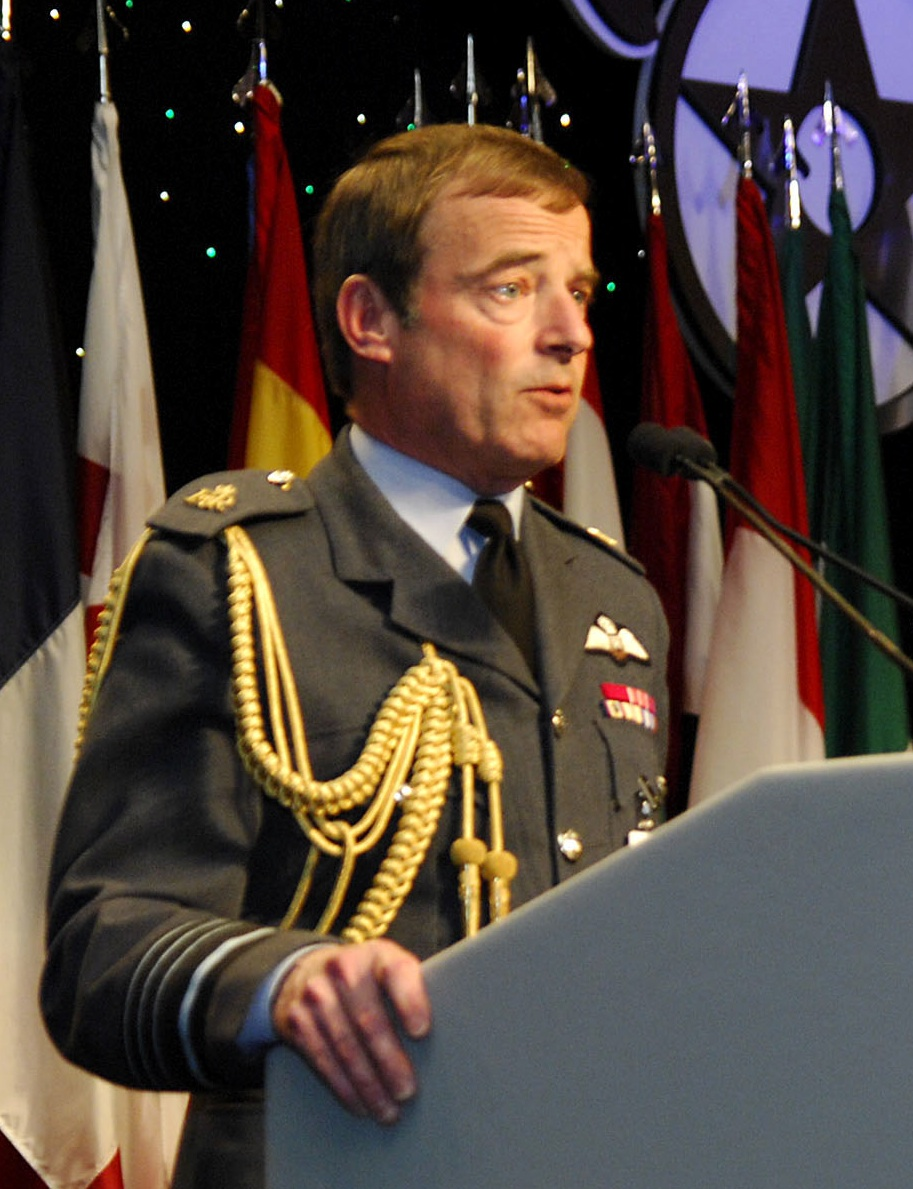
Sir Glenn Torpy, l'actual Cap de l'Estat Major de l'Aire

- 03/01/1918 - Major General Sir Hugh Trenchard
- 13/04/1918 - Major General Sir Frederick Sykes
- 22/01/1919 - Mariscal de la RAF Sir Hugh Trenchard
- 01/01/1930 - Mariscal en Cap de l'Aire Sir John Salmond
- 01/04/1933 - Mariscal en Cap de l'Aire Sir Geoffrey Salmond
- 28/04/1933 - Mariscal de la RAF Sir John Salmond
- 22/05/1933 - Mariscal de la RAF Sir Edward Ellington
- 01/09/1937 - Mariscal de la RAF Lord Newall
- 25/10/1940 - Mariscal de la RAF Lord Portal
- 01/01/1946 - Mariscal de la RAF Sir Arthur Tedder
- 01/01/1950 - Mariscal de la RAF Sir John Slessor
- 01/01/1953 - Mariscal de la RAF Sir William Dickson
- 01/01/1956 - Mariscal de la RAF Sir Dermot Boyle
- 01/01/1960 - Mariscal de la RAF Sir Thomas Pike
- 01/09/1963 - Mariscal en Cap de l'Aire Sir Charles Elworthy
- 01/04/1967 - Mariscal en Cap de l'Aire Sir John Grandy
- 01/04/1971 - Mariscal en Cap de l'Aire Sir Denis Spotswood
- 01/04/1974 - Mariscal en Cap de l'Aire Sir Andrew Humphrey
- 07/08/1976 - Mariscal de la RAF Sir Neil Cameron
- 10/08/1977 - Mariscal en Cap de l'Aire Sir Michael Beetham
- 15/10/1982 - Mariscal en Cap de l'Aire Sir Keith Williamson
- 15/10/1985 - Mariscal en Cap de l'Aire Sir David Craig
- 14/11/1988 - Mariscal en Cap de l'Aire Sir Peter Harding
- 06/11/1992 - Mariscal en Cap de l'Aire Sir Michael Graydon
- 10/04/1997 - Mariscal en Cap de l'Aire Sir Richard Johns
- 21/04/2000 - Mariscal en Cap de l'Aire Sir Peter Squire
- 01/08/2003 - Mariscal en Cap de l'Aire Sir Jock Stirrup
- 13/04/2006 - Mariscal en Cap de l'Aire Sir Glenn Torpy
- 31/07/2009 - Mariscal en Cap de l'Aire Sir Stephen Dalton
- 31/07/2013 - Mariscal en Cap de l'Aire Sir Andrew Pulford